# Karlino
Karlino (deutsch Körlin an der Persante, ältere Schreibweise Cörlin) ist eine Stadt im Powiat Białogardzki (Belgarder Kreis)  der polnischen Woiwodschaft Westpommern. Sie ist der Hauptort der Stadt- und Landgemeinde Gmina Karlino.
Die Stadt Karlino sollte nicht mit dem Ort Korlino (deutsch: Körlin, im ehemaligen Kreis Schlawe) verwechselt werden.

## Geographische Lage
Die Stadt liegt in Hinterpommern am Zusammenfluss von  Persante (Parsęta) und  Radüe (Radew), etwa 27 Kilometer südwestlich der Stadt Köslin und 110 Kilometer nordöstlich der Stadt Stettin.
Hier kreuzen sich die Landesstraße 6 (Stettin–Danzig, ehemalige deutsche Reichsstraße 2, heutige Europastraße 28) und die Woiwodschaftsstraße 163 (Kołobrzeg (Kolberg) –Wałcz (Deutsch Krone), ehemalige Reichsstraße 124), und es besteht Anschluss an die Bahnstrecke Szczecinek–Kołobrzeg.

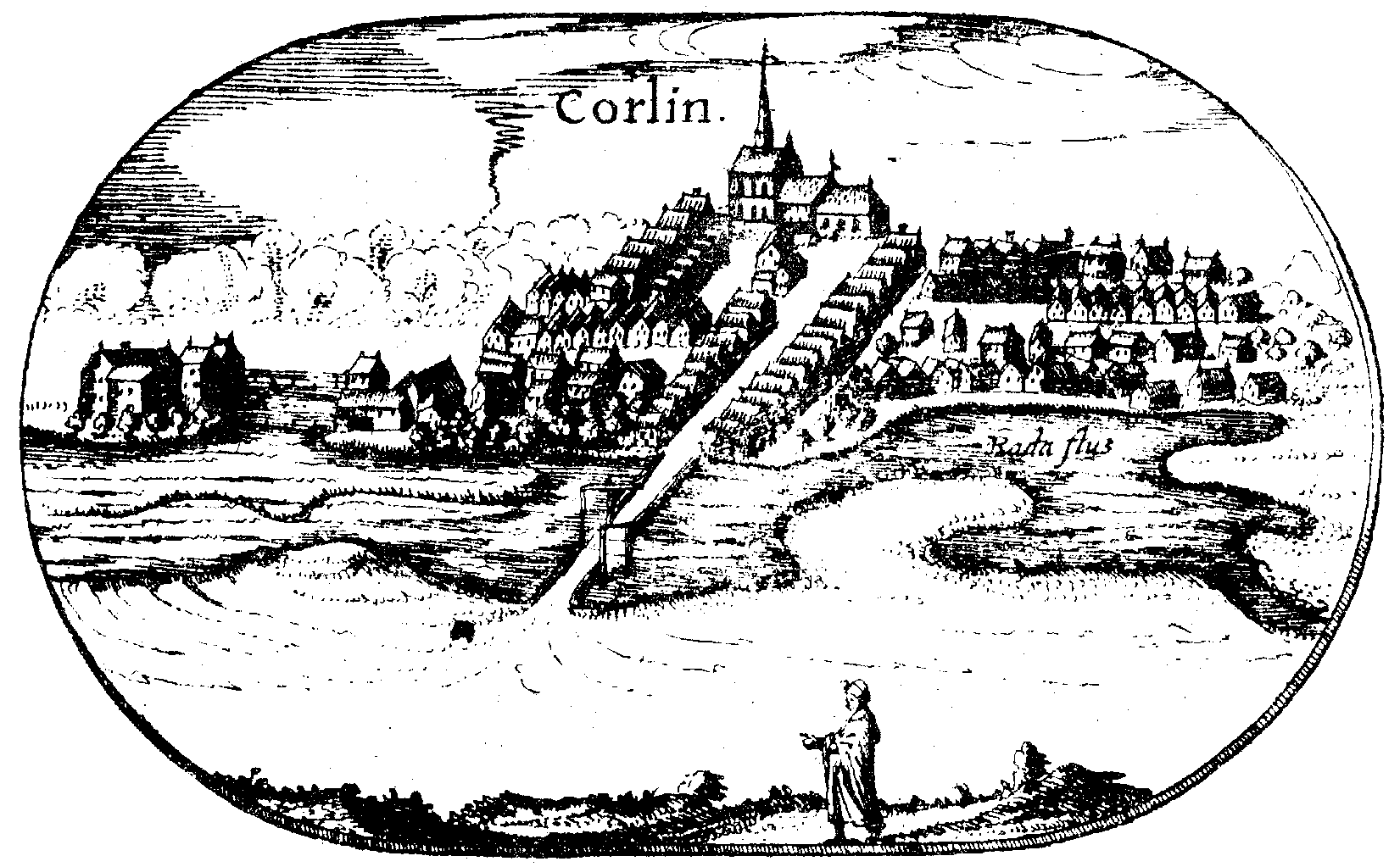
Körlin auf der Lubinschen Karte von 1618.

Körlin südöstlich von Kolberg und südwestlich von Köslin auf einer Landkarte von 1910

## Geschichte

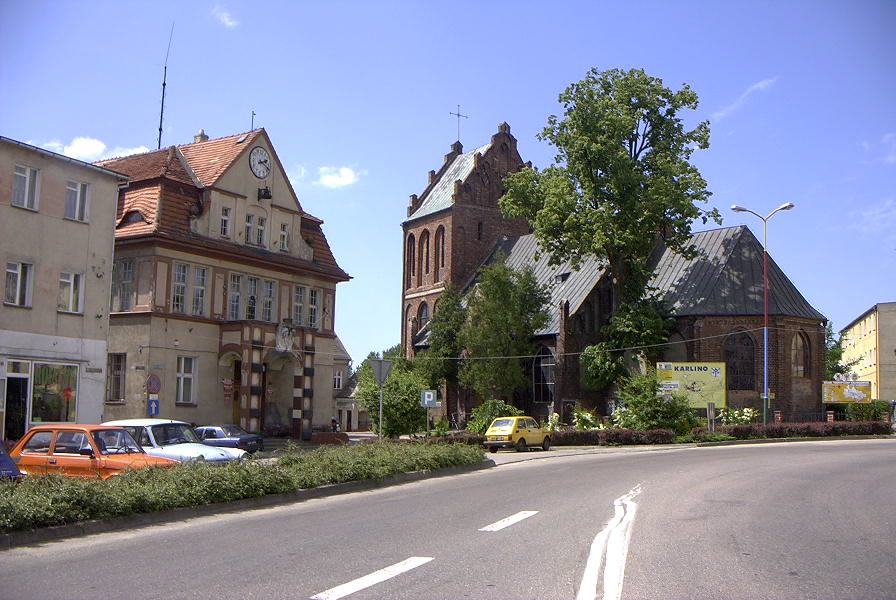
Rathaus und Kirche des Heiligen Erzengels Michael

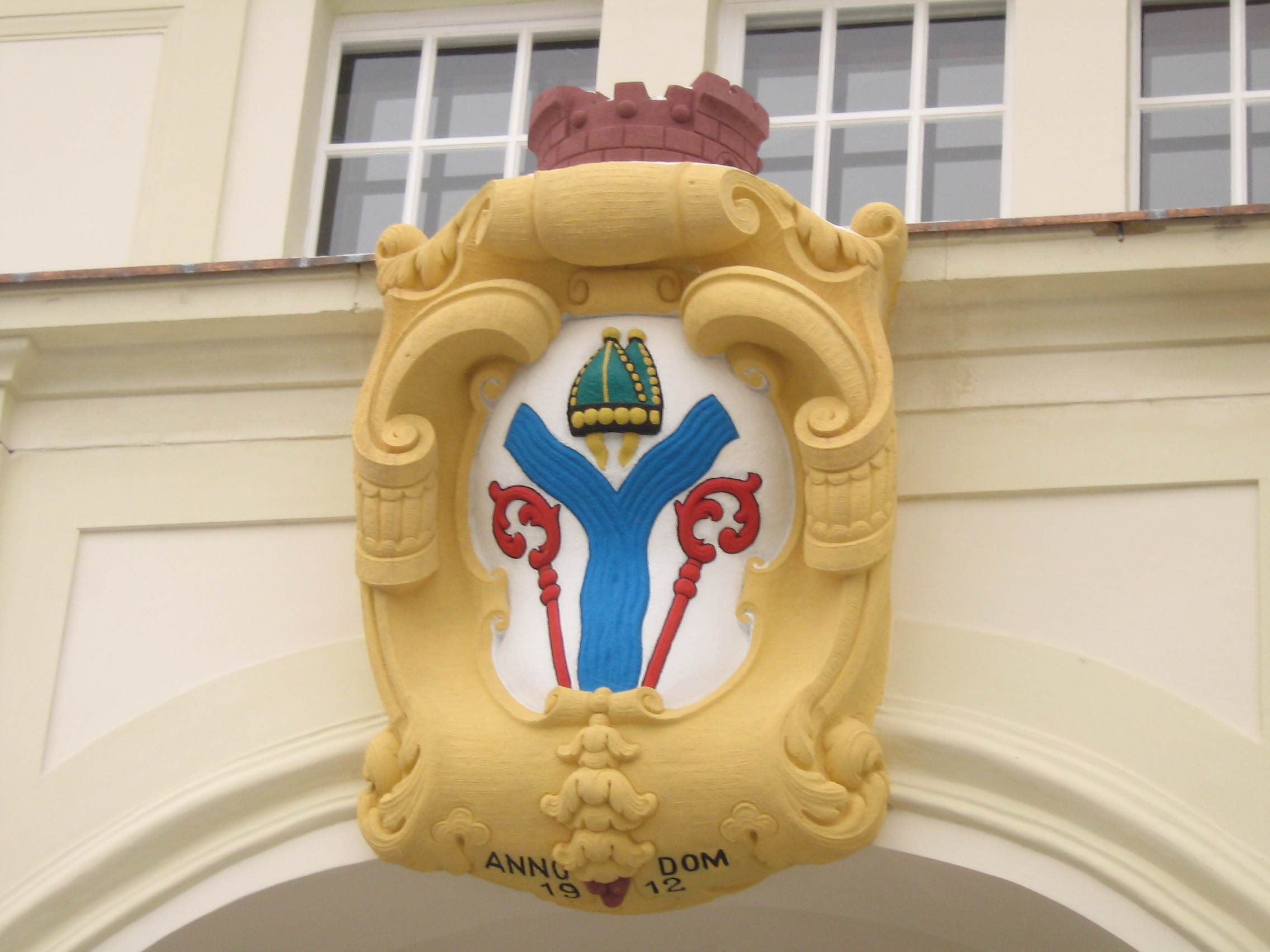
Gemeindewappen am Portal des Rathauses von Karlino (Körlin)

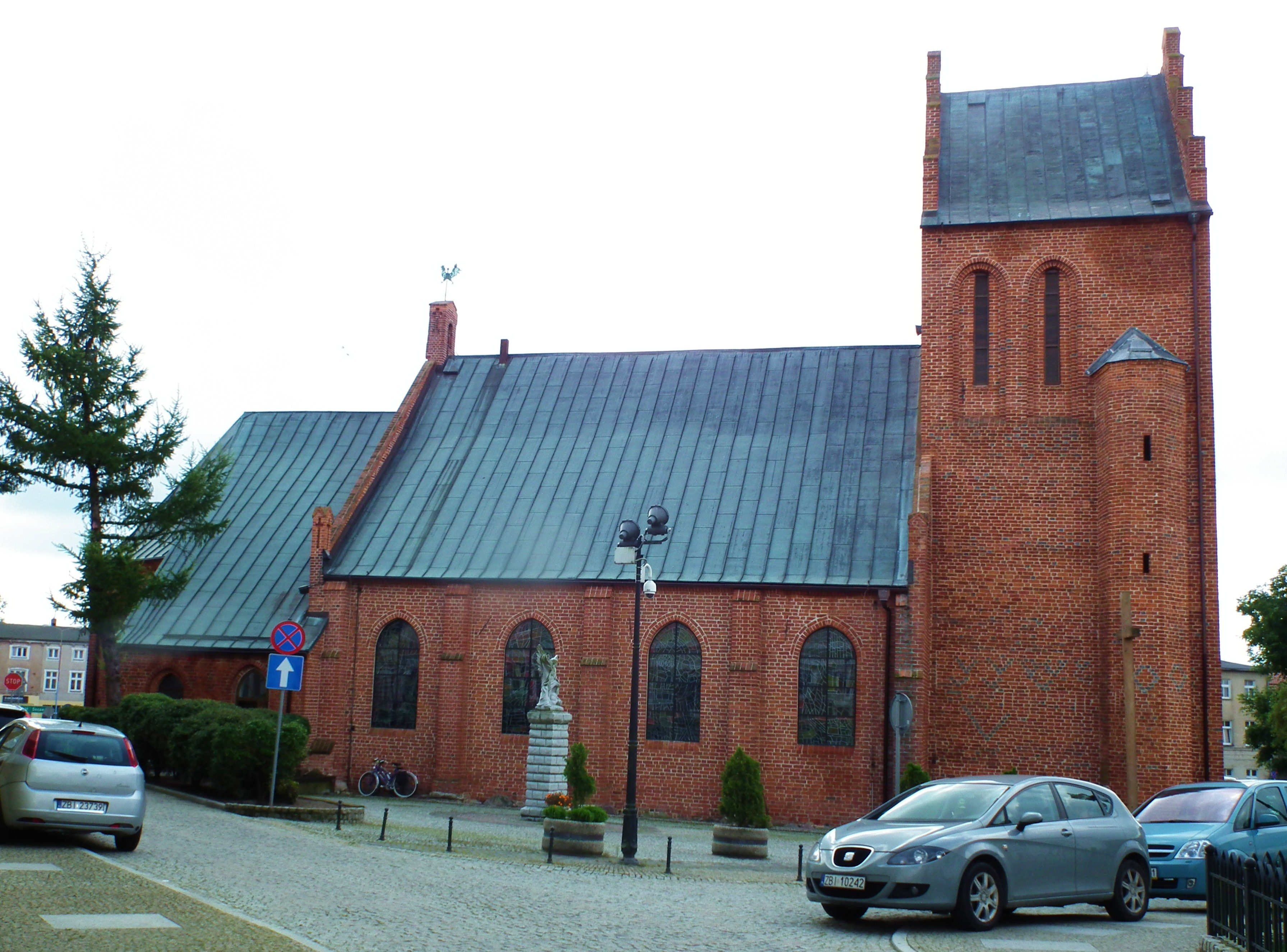
Kirche des Heiligen Erzengels Michael

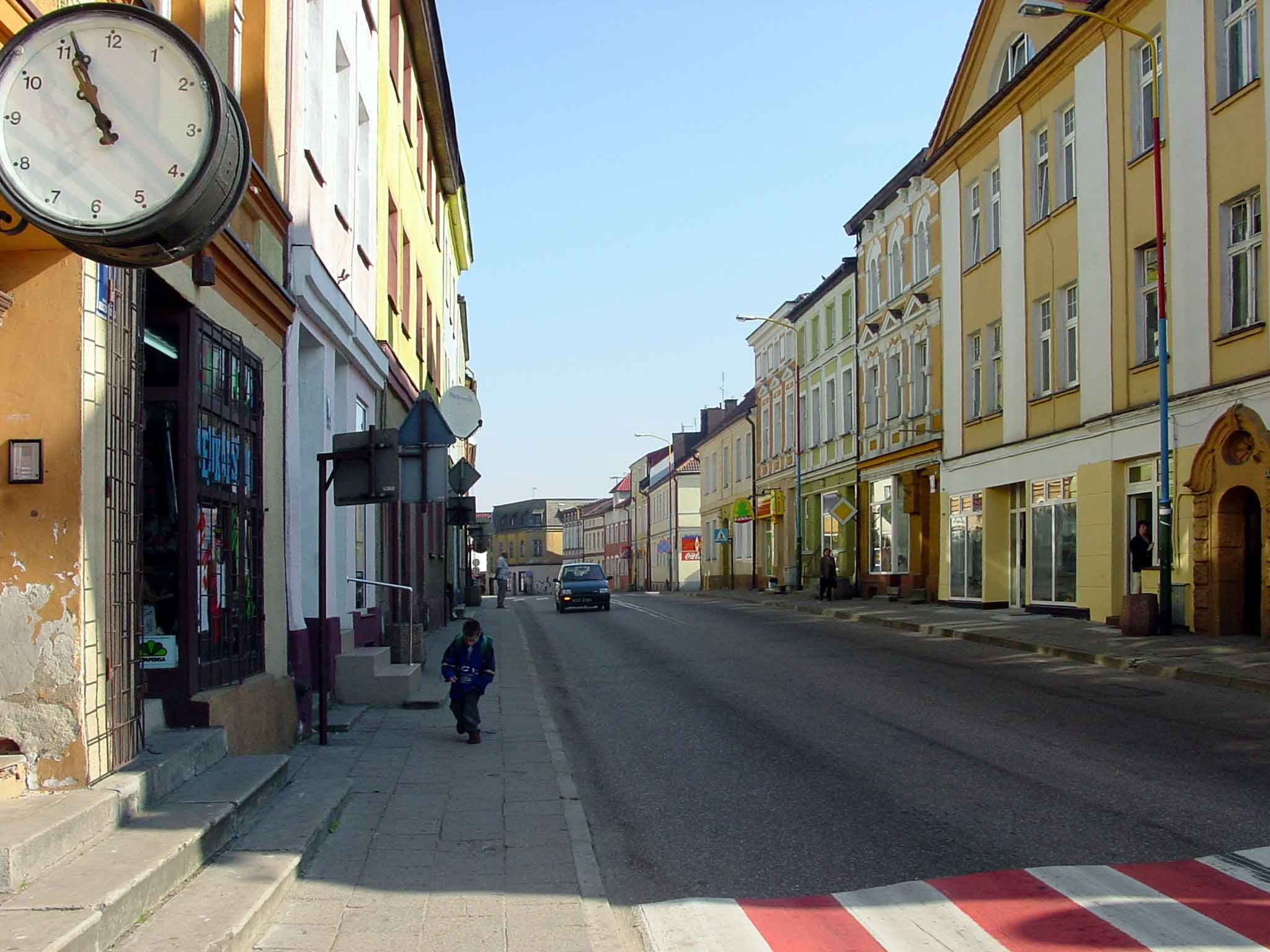
Kösliner Straße (Aufnahme 2007)

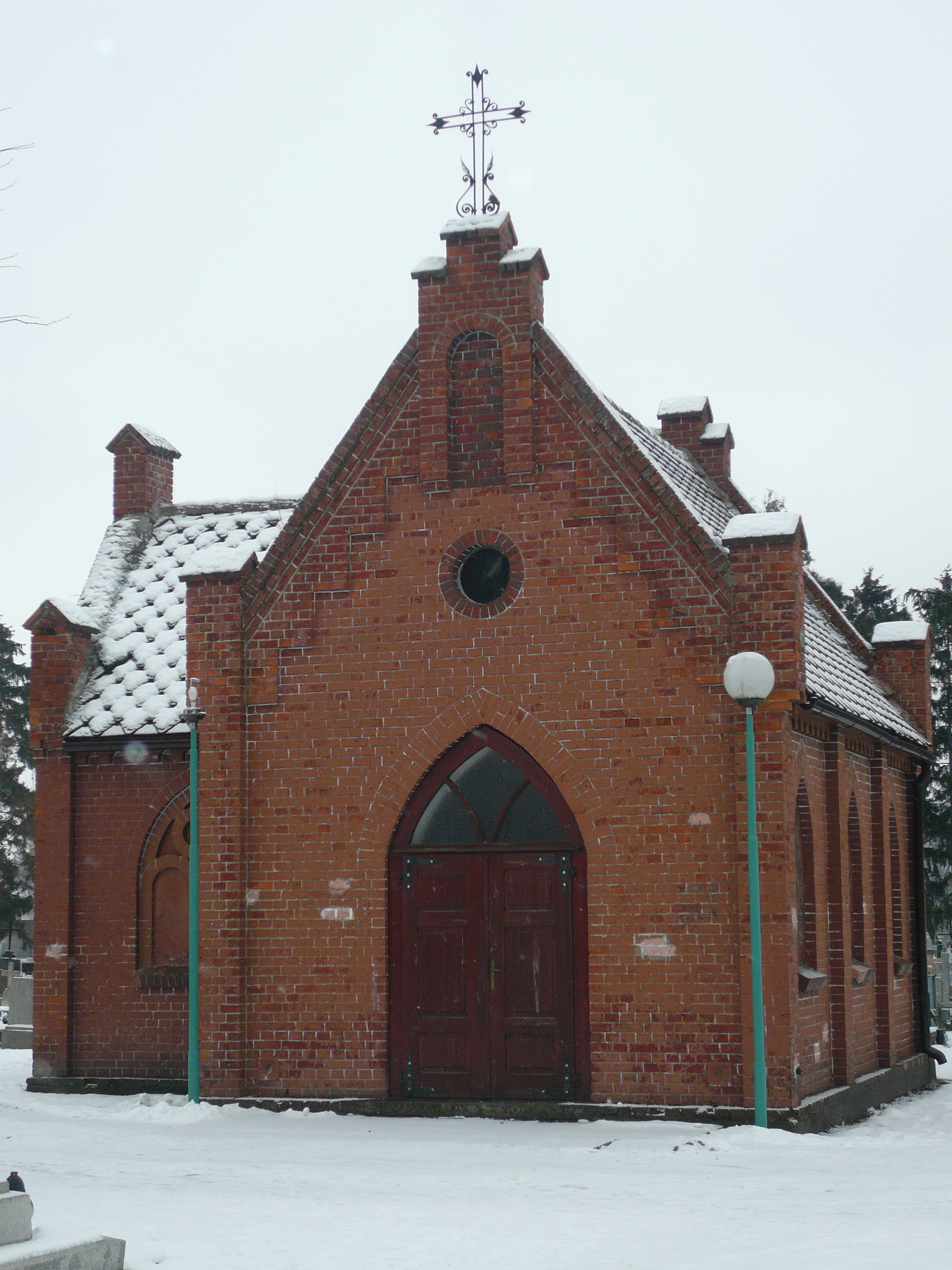
Neugotische Friedhofskapelle

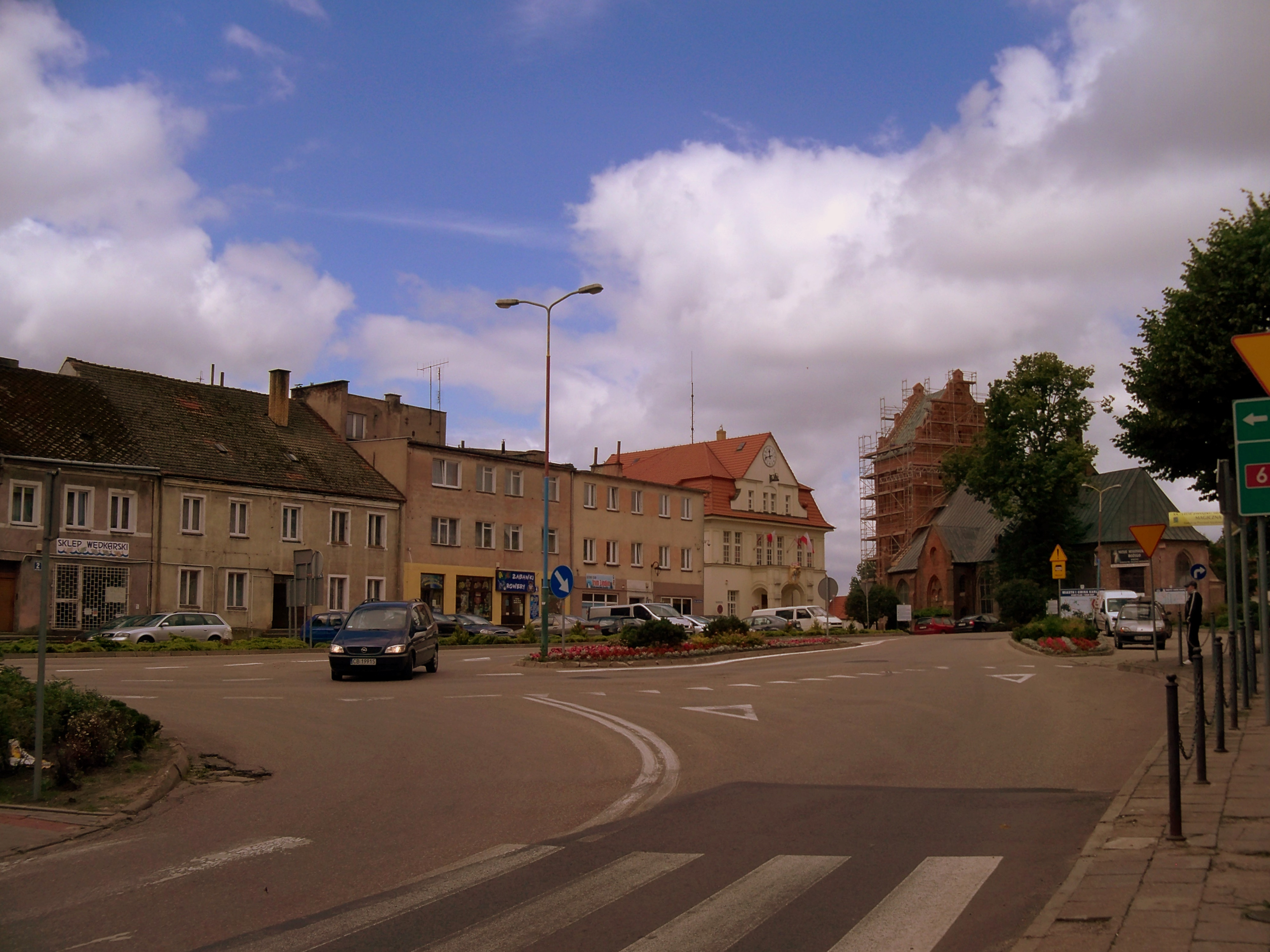
Rathaus-Vorplatz

Körlin hat lange von seiner einst günstigen Verkehrslage profitiert. Sowie dem Zusammenfluss von Persante und Radüe, wodurch die Stadt zu gut 2/3 mit Wasserläufen umgeben war und sich eine natürliche Verteidigungsmöglichkeit ergab. Münzfunde aus der Eisenzeit (um 900 v. Chr.) lassen vermuten, dass bereits in dieser Epoche an der Kreuzung der Heerstraße nach Danzig und der Salzstraße nach Süden ein Handelsplatz bestanden hat.

### Mittelalter
In einer Beschreibung über das Bistum Cammin aus dem Jahre 1240 gibt es erstmals einen Hinweis auf die Ortschaft Körlin. In einer Urkunde von 1299 ist von der „civis in Corlin“ die Rede. 1372 wurde Körlin von Bischof Philipp von Rehberg zu einer der Residenzen des Bistums Cammin erhoben, und mit finanzieller Hilfe der Stadt Stolp wurde eine Schutzburg errichtet. Im Jahre 1385 erhielt Körlin durch den Bischof das lübische Stadtrecht. Als es 1409 zu Streitigkeiten zwischen dem pommerschen Herzog Bogislaw VIII. und den Camminer Bischöfen kam, überfiel der Herzog Körlin und zerstörte es bis auf die bischöfliche Burg völlig.

### Frühe Neuzeit
Nach der Einführung der Reformation in Pommern verlor das Bistum Cammin 1556 seine politische Eigenständigkeit und kam unter die Herrschaft der pommerschen Herzöge. Die nunmehr evangelischen Bischöfe verwandelten die Körliner Burg in den folgenden Jahren in ein Schloss im Renaissancestil und sorgten für wirtschaftlichen Aufschwung in der Stadt. Auf Grund besonderer Privilegien entwickelte sich ab 1594 ein leistungsfähiges Braugewerbe, und ein Sägewerk entstand. Während des Dreißigjährigen Krieges wurde Körlin durch die kaiserlichen Truppen geplündert. 1668 wurde die Stadt zur brandenburgischen Staatsdomäne. Am Karsamstag 1685 brach ein Brand aus, der die Stadt mit Ausnahme der Kirche und des Schlosses einäscherte. Ein zweiter Brand vernichtete 1765 die Körliner Vorstadt. Während des Siebenjährigen Krieges überfielen russische Truppen die Stadt und zerstörten das bischöfliche Schloss, das danach nicht wieder aufgebaut wurde.

### 19. Jahrhundert
Als im Februar 1807 die napoleonische Armee Kolberg belagerte, wurde Körlin zum französischen Hauptintendantenlager bestimmt. Durch die Stationierung der Soldaten kam es zum Ausbruch einer Ruhrepidemie, der ein Drittel der Bevölkerung zum Opfer fiel.
Auch nach der preußischen Verwaltungsneuordnung von 1818 verblieb Körlin vorerst in dem unveränderten Verwaltungsbereich „Camminer Fürstenthum“. 1849 war die Straße von Kolberg nach Neustettin in eine moderne Chaussee umgebaut worden, und Körlin kam dadurch zu einer günstigen Nord-Süd-Verbindung. Allerdings gelang es nicht, die Stadt auch an die wirtschaftlich wichtige Bahnlinie Stettin–Köslin anzubinden, diese wurde sechs Kilometer südlich durch Belgard verlegt. Nur durch die Stichbahn Belgard–Kolberg wurde Körlin 1859 überhaupt an das Bahnnetz angeschlossen. So hielt die moderne Industrie erst im letzten Viertel des 19. Jahrhunderts Einzug. Es wurden mehrere neue Mühlen, darunter eine Spezialmühle zum Mahlen von Eichenrinde, eingerichtet, ein großes Sägewerk und eine Maschinenfabrik entstanden, und auf dem Gelände des ehemaligen Bischofsschlosses wurde ein großer Speicher gebaut. Zu dieser Zeit gehörte Körlin bereits zum 1872 neu gebildeten Kreis Kolberg-Körlin und hatte rund 3100 Einwohner.

### 20. Jahrhundert
1905 wurde in der Stadt ein Neubau für das Amtsgericht eingeweiht, und zwei Jahre später musste ein neues Rathaus gebaut werden, weil das bisherige einem Feuer zum Opfer gefallen war. Nach dem Ersten Weltkrieg kam es zu einem Bevölkerungszuwachs durch ehemalige Bewohner der durch den Versailler Vertrag verloren gegangenen Ostprovinzen. Dadurch weitete sich die Stadt nach Norden hin aus.
Kurz vor Beginn des Zweiten Weltkrieges wurden noch ein Sportzentrum und eine Jugendherberge errichtet.
Die Stadtbevölkerung bestand größtenteils aus Handwerkern, Kleingewerbebetreibenden und sogenannten Ackerbürgern. Größte Arbeitgeber waren das Maschinenwerk mit einer Belegschaft von ca. 150 Personen sowie die Bau- und Holzbearbeitungswerkstätten E. Hoffmann mit bis zu 110 Mitarbeitern. Für die Bauern und Gutsbesitzer aus dem Umland war Körlin der Umschlagplatz ihrer Erzeugnisse. Sei es bei der landwirtschaftlichen Genossenschaft auf dem Wochenmarkt oder direkt bei den Endverbrauchern. Gleichzeitig deckte sich die Landbevölkerung dabei in der Stadt mit den erforderlichen Artikeln des täglichen Bedarfs ein.
Gegen Kriegsende erging am  3. März 1945 an die Stadt der Befehl, die Zivilbevölkerung zu evakuieren. Der Aufruf kam jedoch zu spät, denn bereits einen Tag danach wurde Körlin von der Roten Armee eingenommen. Nach Kriegsende  wurde die Stadt von der sowjetischen Besatzungsmacht zusammen mit ganz Hinterpommern (militärische Sperrgebiete ausgenommen) der Verwaltung der Volksrepublik Polen unterstellt. Es begann nun die Zuwanderung polnischer Bevölkerung. Die einheimischen Einwohner wurden in den nachfolgenden Monaten von der örtlichen polnischen Verwaltungsbehörde aus der Stadt  vertrieben; die Stadt wurde in „Karlino“ umbenannt.
1957 übernahm Reinfeld (Holstein) eine entsprechende Patenschaft.

### Demographie
| Jahr | Einwohner | Anmerkungen                                            |
| ---- | --------- | ------------------------------------------------------ |
| 1740 | 0566      | [ 4 ]                                                  |
| 1782 | 0894      | darunter 32 Juden                                      |
| 1791 | 0898      | darunter 19 Juden                                      |
| 1794 | 0909      | darunter zehn Juden                                    |
| 1802 | 1024      | [ 6 ]                                                  |
| 1810 | 1155      | [ 6 ]                                                  |
| 1812 | 1060      | darunter ein Katholik und 21 Juden                     |
| 1816 | 1225      | davon 1160 Evangelische, zehn Katholiken, 55 Juden     |
| 1821 | 1495      | in 209 Privatwohnhäusern                               |
| 1831 | 1745      | darunter sechs Katholiken und 96 Juden                 |
| 1832 | 1934      | in 215 Häusern, mit dem Militär                        |
| 1843 | 2193      | darunter elf Katholiken und 95 Juden                   |
| 1852 | 2633      | darunter 14 Katholiken und 131 Juden                   |
| 1861 | 2147      | darunter zwölf Katholiken und 148 Juden                |
| 1875 | 3157      | [ 8 ]                                                  |
| 1880 | 3301      | [ 8 ]                                                  |
| 1890 | 3128      | darunter 23 Katholiken und 97 Juden                    |
| 1905 | 3107      | evangelische Einwohner                                 |
| 1925 | 3057      | darunter 2954 Evangelische, 20 Katholiken und 22 Juden |
| 1933 | 3365      | [ 8 ]                                                  |
| 1939 | 3429      | [ 8 ]                                                  |

## Bauwerke
Katholische Pfarrkirche des Heiligen Erzengels Michael, spätgotischer Backsteinbau von 1510 an Stelle einer 1409 zerstörten Vorgängerkirche. Später mehrfach umgebaut und erneuert, zuletzt im 19. Jahrhundert im neugotischen Stil. Von der Reformation bis 1945 evangelisch, seitdem katholisch.

## Söhne und Töchter der Stadt
- Christian Alwart (1624–1696), deutscher Musikpädagoge und Theologe
- Christian Gabriel Klingemann (1703–?), kurfürstlich-sächsischer Militär
- Johann Ernst Benno (1777–1848), deutscher Schriftsteller, verfasste historische Romane zur Geschichte Pommerns
- Albrecht von Schroeder (1833–1910), preußischer Generalmajor und Kommandeur eines Infanterie-Regiments
- Albert von Zingler (1836–1891), preußischer Generalleutnant und Kommandeur einer Infanterie-Brigade
- Ernst Albert Fischer-Cörlin (1853–1932), deutscher Maler
- Gustav Boehmer (1881–1969), deutscher Jurist und Hochschullehrer
- Kurt Höck (1920–2008), deutscher Arzt und Klinikleiter
- Elżbieta Wójcik (* 1996), Boxerin